# Упругие волны
Упру́гие во́лны (акустические волны) — волны, распространяющиеся в жидких, твёрдых и газообразных средах за счёт действия упругих сил. При распространении таких волн в среде перемещаются малые упругие колебания.
Источником упругой волны является удар, взрыв или вибрация.
Эти волны охватывают частотный диапазон от долей герца до 1013 герц, где выделяют четыре основные категории: инфразвук (до примерно 16 герц), звуковые волны (от 16 до 20,000 герц), ультразвук (от 20,000 герц до 109 герц) и гиперзвук (от 109 до 1013 герц). Эти волны переносят энергию в среде и характеризуются амплитудой колебаний, направлением движения частиц, частотой, длиной волны, фазовой и групповой скоростями, а также законом распределения смещений и напряжений вдоль волнового фронта. Все акустические волны испытывают затухание в процессе распространения. На их пути могут возникнуть препятствия, что вызывает дифракцию волн.
В жидкостях и газах, обладающих только объемной упругостью, могут распространяться исключительно продольные волны сжатия и разрежения. В неограниченных твердых средах могут существовать как продольные, так и поперечные (сдвиговые) волны. В однородных и изотропных средах продольные волны перемещают частицы в направлении распространения волны, тогда как в поперечных волнах движение частиц перпендикулярно направлению волны.
На границе твердого тела с другими средами возникают поверхностные акустические волны, являющиеся сочетанием неоднородных продольных и сдвиговых волн с экспоненциальным уменьшением амплитуды от границы. В ограниченных твердых телах, таких как пластины и стержни, волны распространяются как комбинации продольных и сдвиговых волн.
В анизотропных средах, например, в анизотропных кристаллах, свойства акустических волн зависят от типа кристалла и направления распространения. В таких средах всегда распространяются три волны: квазипродольная и две квазипоперечные, преимущественно с продольными и поперечными смещениями. Каждая волна имеет свою скорость. При распространении в кристаллах могут возникать такие эффекты, как различие между фазовой и групповой скоростями, вращение плоскости поляризации и усиление волн за счет акустоэлектронного взаимодействия.
Затухание акустических волн происходит из-за расхождения волн от источника, рассеивания на неоднородностях и необратимого превращения энергии в другие формы, например, в тепловую. Акустические волны находят широкое применение в акустоэлектронике, дефектоскопии, гидролокации, сейсмологии и других областях.

## Общая классификация
В зависимости от частоты различают инфразвуковые, звуковые, ультразвуковые и гиперзвуковые упругие волны.
В жидких и газообразных средах может распространяться только один тип упругих волн — продольные волны. В волне этого типа движение частиц осуществляется в направлении распространения волны.
В твёрдых телах существуют касательные механические напряжения, что приводит к существованию других типов волн, в которых движение частиц осуществляется по более сложным траекториям.
Упругие волны, распространяющиеся в земной коре, называют сейсмическими волнами.

## Упругие волны в твёрдых телах
Наиболее распространёнными типами упругих волн в твёрдых телах являются:
- продольные волны — волны с колебанием частиц вдоль направления распространения волны;
- поперечные волны — волны с колебанием частиц перпендикулярно направлению распространения волны;
- поверхностные волны (например, волны Рэлея) — волны с колебанием частиц по эллипсам вдоль поверхности тела;
- волны Лэмба — волны в тонких пластинах;
- изгибные волны — распространение колебаний деформации изгиба в стержнях или пластинах, длина волны которых много больше толщины стержня или пластины.

Распространение упругих колебаний в кристаллических твёрдых материалах может трактоваться не только как упругая волна, но и как поток квазичастиц-фононов — квантов колебаний кристаллической решётки. В такой трактовке каждый квант несёт энергию {\displaystyle h\nu } ({\displaystyle h} — постоянная Планка, {\displaystyle \nu } — частота колебания) и движется со скоростью звука. Количество квантов подбирается так, чтобы плотность потока энергии в волновом и частичном представлениях совпала. Ситуация такая же, как с электромагнитным излучением, квантом которого является фотон (фотонная модель, в отличие от фононной, актуальна для всех сред). 

## Практическое применение
Упругие волны широко используются:
В медицине:
- ультразвуковое исследование

В геофизике:
- сейсморазведка

В технике:
- ультразвуковая дефектоскопия

В музыке:
- камертон
- музыкальные инструменты